# Союз 7К-ОКС
Союз-7К-ОКС — серія радянських космічних кораблів, створена на базі оригінального космічного корабля «Союз», оснащеного новорозробленим портом стикування ССВП для використання на космічній станції «Салют-1». 
Їх завданням були польоти на орбіту землі, доставку екіпажів та вантажів на орбіту, та повернення їх на Землю. Ця версія космічного корабля «Союз» була розроблена для доставки космонавтів на космічну станцію. Час автономного польоту корабля становив до 3 діб, а в складі орбітальної станції — до 60 діб.

## Необхідність модернізації
У другій половині 1969 р. в ЦКБЕМ (колишнє ОКБ-1) розгорнулися роботи зі створення довгострокової орбітальної станції (ДОС). Для доставки на станцію екіпажів потрібний транспортний корабель, і тоді було вирішено створити його на базі 7К-ОК. Цей варіант «Союзу» отримав позначення 7К-Т (транспортний) та індекс 11Ф615А8. Заводська нумерація кораблів Союз 7К-ОКС була почата з № 31, тому що в цей час ще виготовлялися 7К-ОК і останній з них мав № 21. Перші дві станції ДОС мали льотний ресурс усього лише 90 діб, тому на кожну станцію планувалося виконати по дві експедиції. З цією метою в ЦКБЕМ було розпочато виготовлення кораблів № 31, № 32 для ДОС-1 та № 33, № 34 для ДОС-2.
Союз-7К-ОКС відрізнявся від 7К-ОК головним чином наявністю нового активного стикувального агрегату з внутрішнім люком-лазом, який дозволяв космонавтам переходити на борт орбітальної станції, не виходячи у відкритий космос. Екіпаж корабля Союз 7К-ОКС, також як і 7К-ОК, складався з трьох космонавтів (без скафандрів). Час автономного польоту корабля становив до 3 діб, а в складі орбітальної станції — до 60 діб. Для запуску Союз 7К-ОКС використовувалася РН «Союз» (11А511), а з 1975  р. — вдосконалена РН «Союз-У» (11А511У).

## Експлуатація
Союз-7К-ОКС був створений у найкоротші терміни. На початку 1970 р. був випущений його ескізний проєкт, а вже через рік корабель стартував у космос. Безпілотні пуски було вирішено не проводити, а відразу почати льотні випробування з екіпажами на борту.
Дана модифікація літала тільки двічі в пілотованих експедиціях (Союз-10 і Союз-11) у 1971 році. Під час другого польоту, Союз-11, екіпаж загинув, коли капсула розгерметизувалася під час повернення.
Такий результат спричинив подальше вдосконалення ряду систем та конструкції корабля надалі. Результатом стало створення версії Союз-7КТ-ОК